# 井上綾香
井上綾香（いのうえ あやか、1995年1月15日 - ）は、栃木県さくら市出身の女子サッカー選手。大宮アルディージャVENTUS所属。ポジションはフォワード、ミッドフィールダー。

## 来歴

### ユース
5歳からサッカーを始める。河内SCジュベニール所属の2012年、サッカーマガジン雪印メグミルクカップ全国レディース大会で17得点を挙げ得点女王に輝く。

### クラブ
2013年、ベガルタ仙台レディースに加入。他チームも見学したが、「練習場やチームの雰囲気が一番良かった」ことで仙台加入を決めた。
2015年はリーグ戦でチーム内3位、キャリアハイとなる6得点を挙げる。浦和レッズレディース戦ではリーグ戦で2度の決勝ゴールを挙げたほか、皇后杯準々決勝ではPK戦で5人目のキッカーを務め、勝利を決めるシュートを成功させるなど相性の良さを見せた。2017年シーズンはケガが多く、出場機会を大きく減らした。
2021年1月15日、WEリーグ・大宮アルディージャVENTUSへの移籍が発表された。

### 代表
2012年、U-17日本女子代表に選出され2012 FIFA U-17女子ワールドカップに出場。3試合に出場し、グループリーグ・メキシコ戦で2得点を挙げた。ワールドカップでの活躍により栃木県サッカー協会長賞を受賞した。
2013年、U-19日本女子代表に選出されAFC U-19女子選手権2013に出場、ミャンマー戦で1ゴールを挙げる。
2018年、なでしこチャレンジトレーニングキャンプメンバーに選出される。
2022年7月、EAFF E-1サッカー選手権2022・チャイニーズタイペイ戦に初出場した。

## 所属クラブ
- FC氏家
- 河内SCジュベニール（栃木県立さくら清修高等学校[15]）
- 2013年 - 2020年 ベガルタ仙台レディース / マイナビベガルタ仙台レディース
- 2021年 - 現在 大宮アルディージャVENTUS

## 個人成績

### クラブ
| 国内大会個人成績 | 国内大会個人成績               | 国内大会個人成績 | 国内大会個人成績 | 国内大会個人成績 | 国内大会個人成績 | 国内大会個人成績 | 国内大会個人成績 | 国内大会個人成績 | 国内大会個人成績 | 国内大会個人成績 | 国内大会個人成績 |
| 年度             | クラブ                         | 背番号           | リーグ           | リーグ戦         | リーグ戦         | リーグ杯         | リーグ杯         | オープン杯       | オープン杯       | 期間通算         | 期間通算         |
| 年度             | クラブ                         | 背番号           | リーグ           | 出場             | 得点             | 出場             | 得点             | 出場             | 得点             | 出場             | 得点             |
| 日本             | 日本                           | 日本             | 日本             | リーグ戦         | リーグ戦         | リーグ杯         | リーグ杯         | 皇后杯           | 皇后杯           | 期間通算         | 期間通算         |
| ---------------- | ------------------------------ | ---------------- | ---------------- | ---------------- | ---------------- | ---------------- | ---------------- | ---------------- | ---------------- | ---------------- | ---------------- |
| 2013             | ベガルタ仙台レディース         | 25               | なでしこ         | 13               | 1                | 7                | 2                | 2                | 1                | 22               | 4                |
| 2014             | ベガルタ仙台レディース         | 25               | なでしこ         | 19               | 1                | -                | -                | 2                | 0                | 21               | 1                |
| 2015             | ベガルタ仙台レディース         | 17               | なでしこ1部      | 22               | 6                | -                | -                | 4                | 1                | 26               | 7                |
| 2016             | ベガルタ仙台レディース         | 17               | なでしこ1部      | 18               | 2                | 9                | 1                | 2                | 1                | 29               | 4                |
| 2017             | マイナビベガルタ仙台レディース | 17               | なでしこ1部      | 4                | 0                | 7                | 1                | 3                | 0                | 14               | 1                |
| 2018             | マイナビベガルタ仙台レディース | 8                | なでしこ1部      | 8                | 2                | 7                | 1                | 0                | 0                | 15               | 3                |
| 2019             | マイナビベガルタ仙台レディース | 8                | なでしこ1部      | 7                | 1                | 5                | 1                | 3                | 0                | 15               | 2                |
| 2020             | マイナビベガルタ仙台レディース | 8                | なでしこ1部      | 3                | 1                | -                | -                | 1                | 0                | 4                | 1                |
| 2021-22          | 大宮アルディージャVENTUS       | 9                | WE               | 20               | 6                | -                | -                | 2                | 0                | 22               | 6                |
| 2022-23          | 大宮アルディージャVENTUS       | 9                | WE               | 20               | 8                | 5                | 1                | 2                | 0                | 27               | 9                |
| 2023-24          | 大宮アルディージャVENTUS       | 9                | WE               | 22               | 4                | 4                | 3                | 1                | 0                | 27               | 7                |
| 2024-25          | 大宮アルディージャVENTUS       | 9                | WE               | 21               | 3                | 4                | 1                | 1                | 0                | 26               | 4                |
| 通算             | 日本                           | 日本             | 1部              | 177              | 35               | 48               | 11               | 23               | 3                | 248              | 49               |
| 総通算           | 総通算                         | 総通算           | 総通算           | 177              | 35               | 48               | 11               | 23               | 3                | 248              | 49               |

- 日本女子サッカーリーグ
  - 初出場 - 2013年3月31日 なでしこリーグ 第2節 FC吉備国際大学Charme戦 (岡山県笠岡陸上競技場)[16]
  - 初得点 - 2013年9月16日 なでしこリーグ 第11節 伊賀フットボールクラブくノ一戦 (上野運動公園競技場)[16]

- WEリーグ
  - 初出場 - 2021年9月12日 第1節 INAC神戸レオネッサ戦 (ノエビアスタジアム神戸)[17]
  - 初得点 - 2021年10月10日 第5節 サンフレッチェ広島レジーナ戦 (NACK5スタジアム大宮)[17]

### 代表
- 2022年7月23日 - 日本女子代表初出場 -  チャイニーズタイペイ戦 (EAFF E-1サッカー選手権2022)

#### 主な選出歴
- U-16日本女子代表
  - AFC U-16女子選手権2011
- U-17日本女子代表
  - 2012 FIFA U-17女子ワールドカップ
- U-19日本女子代表
  - AFC U-19女子選手権2013
- U-23日本女子代表
  - 2015年ラ・マンガU-23女子国際大会[18]
  - 2016年ラ・マンガU-23女子国際大会[19]
- 日本女子代表(なでしこジャパン)
  - 2022年 - EAFF E-1サッカー選手権2022

#### 試合数
| 日本代表 | 国際Aマッチ | 国際Aマッチ |
| 年       | 出場        | 得点        |
| -------- | ----------- | ----------- |
| 2022     | 3           | 0           |
| 通算     | 3           | 0           |

#### 出場試合
| #  | 開催日        | 開催都市 | スタジアム                       | 対戦国               | 結果  | 監督   | 大会                       | 出典   |
| -- | ------------- | -------- | -------------------------------- | -------------------- | ----- | ------ | -------------------------- | ------ |
| 1, | 2022年7月23日 | 鹿嶋     | 茨城県立カシマサッカースタジアム | チャイニーズタイペイ | ○ 4-1 | 池田太 | EAFF E-1サッカー選手権2022 | [ 20 ] |
| 2, | 2022年7月26日 | 鹿嶋     | 茨城県立カシマサッカースタジアム | 中華人民共和国       | △ 0-0 | 池田太 | EAFF E-1サッカー選手権2022 | [ 21 ] |
| 3, | 2022年10月6日 | 神戸     | ノエビアスタジアム神戸           | ナイジェリア         | ○ 2-0 | 池田太 | 国際親善試合               | [ 22 ] |

## タイトル

### 代表
- 日本女子代表(なでしこジャパン)
  - EAFF E-1サッカー選手権: 1回 (2022)